# Jean-François Tournon
Jean-François Tournon   (Bois-Colombes, 6 d'agost de 1905 - Bois-Colombes, 14 d'abril de 1986) fou un tirador d'esgrima francès, especialista en sabre, que va competir entre les dècades de 1930 i 1950.
El 1948 va prendre part en els Jocs Olímpics d'Estiu de Londres, on quedà eliminat en quarts de final en la competició de sabre per equips del programa d'esgrima. Quatre anys més tard, als Jocs de Hèlsinki, va disputar dues proves del programa d'esgrima. En la competició de sabre per equips guanyà la medalla de bronze, mentre en la de sabre individual quedà eliminat en sèries.
En el seu palmarès també destaquen quatre medalles al Campionat del Món d'esgrima, tres de plata i una de bronze, entre les edicions de 1938 i 1954.